# Hydrobaenus kondoi
Hydrobaenus kondoi är en tvåvingeart som beskrevs av Ole Anton Saether 1989. Hydrobaenus kondoi ingår i släktet Hydrobaenus, och familjen fjädermyggor. Inga underarter finns listade i Catalogue of Life.